# لا أعذار (كتاب)
لا أعذار: تسع طرق تستطيع النساء بواسطتها أن تغير كيفية التفكير عن السلطة (بالإنجليزية: NO EXCUSES: 9 Ways Women Can Change How We Think about Power)‏ هو كتاب غير خيالي من تأليف المدافعة عن حقوق المرأة والنسوية (جلوريا فليديت) التي أصدرتها (دار سيل) في أيلول/سبتمبر 2010.

## نظرة عامة
في الكتاب، تُشجِع فليديت النساء على تقلُد مناصب السلطة والقيادة.
فبدلًا من إلقاء اللوم، وفقًا للناشر، يوفر المؤلف الإلهام، الأمل، والشجاعة، بالإضافة إلى أدوات القوة الملموسة، والتي يُطلق عليها (الطرق التسعة)، كما يذكر العنوان الفرعي لكتاب –لمساعدة النساء في ضمان الحصول على المساواة والعدالة لأنفسهن.
تحدثت الكاتبة عن نظريتها « لا أعذار » في برنامج تليفزيوني عُرِض على قناة (بي بي اس) أثناء مقابلة أُجريت في أكتوبر (2010)، وأخبرت حينها المستضيفة بوني إربي، «في نواحٍ كثيرة، هذه لحظة للمرأة.
يبدو أن بقية العالم يعرفه....لكنني لا أعتقد أن النساء يعرفن ذلك بعد» 
وظهرت أيضًا على شاشة سي-سبانز للكتاب في مارس2011 أمام لجنة من النساء في مهرجان (توكسون) للكتب لمناقشة كتابها .

## استقبال
وصفت نشرة أسبوعية الناشرين (بالإنجليزية: Publishers_Weekly)‏ الكتاب بأنه يقدم «نصيحة عملية للنساء اللاتي يرغبن في أن يصبحن من ضمن النشطاء في السياسة، العمل أو حياتهن الشخصية» 
كتب أرشيف النساء اليهوديات في مراجعة أكتوبر2010 «لا توجد أعذار تصل إلي صميم المشكلة: هناك أبواب تم فتحها......ولكن لا يوجد نساء تكفي للمشي خلالها».
لاحظت مانيشا ثاكور، في مراجعة لمجلة (فوربس) على الإنترنت، أن المؤلف «يجادل أن نحن النساء نحصر أنفسنا في الالتزام ببنى اجتماعية التي عفى عليها الزمن ومن خلال الخضوع للضغوط لتتوافق مع معايير المجتمع » 
وأشارت في مجلة القضايا، «كما يشير عنوان الكتاب، تؤكد فليدت (الكاتبة) أن النساء لا يملكن «أعذار» بالسماح للرجال على الاستمرار في السيطرة على غالبية المال والسلطة السياسية في الولايات المتحدة» 

## وصلات خارجية
1. ↑  PBS, "NO EXCUSES: GLORIA," October 29, 2010

Jump up^
2. ↑  C-SPAN, "Panel on Women in Leadership," March 12, 2011

Jump up^
3. ↑  Publishers Weekly, No Excuses review, January 3, 2011

Jump up^
4. ↑  Jewish Women's Archive, "Gloria Feldt's "No Excuses" says: "Know your history!" October 26, 2010

Jump up^
5. ↑  Forbes, "No Excuses: 'No One Is Keeping Women From Parity Except Themselves'," October 12, 2010

Jump up^
6. ↑  On The Issues Magazine, "Gloria Feldt's "No Excuses" and Ways for Women to Think about Power," Spring 2012